# Kotešová
Kotešová je malá obec na Slovensku v okrese Bytča v Žilinském kraji na pravém břehu řeky Váh.

## Historie
První písemná zmínka o obci pochází z roku 1234/1243. V obci je renesanční kaštel a renesanční římskokatolický kostel Narození Panny Marie z 16. století.

## Geografie
Obec se nachází v nadmořské výšce 330 metrů a rozkládá se na ploše 20,333 km². Žije zde přibližně 2 200 obyvatel.